# Botryobasidium musaisporum
Botryobasidium musaisporum ist eine Ständerpilzart aus der Familie der Traubenbasidienverwandten (Botryobasidiaceae). Sie bildet resupinate, spinnwebartige Fruchtkörper aus, die meist auf Eichen wachsen. Die bekannte Verbreitung von Botryobasidium musaisporum umfasst Taiwan. Eine Anamorphe der Art ist bislang nicht bekannt.

## Merkmale

### Makroskopische Merkmale
Botryobasidium musaisporum besitzt gelbliche, lockere bis gespinstartige Fruchtkörper, die resupinat (also vollständig anliegend) auf ihrem Substrat wachsen und unter der Lupe leicht netzartig erscheinen.

### Mikroskopische Merkmale
Wie bei allen Traubenbasidien ist die Hyphenstruktur von Botryobasidium musaisporum monomitisch, besteht also nur aus generativen Hyphen, die sich rechtwinklig verzweigen. Die dünn- bis leicht dickwandigen Basalhyphen sind hyalin, 5–9 µm breit und nicht inkrustiert. Die Subhymenialhyphen sind hyalin und dünnwandig. Die Art verfügt nicht über Zystiden oder über Schnallen. Die sechssporigen Basidien des Pilzes wachsen in Nestern, werden 15–19 × 8–10 µm groß, sind subzylindrisch bis leicht tailliert und an der Basis einfach septiert. Die Sporen sind schmal schiffchen- bis bananenförmig und meist 9–13 × 2–3 µm groß. Sie sind glatt und dünnwandig und besitzen einen deutlichen Fortsatz.

## Verbreitung
Die bekannte Verbreitung von Botryobasidium musaisporum umfasst lediglich Taiwan, von wo die Art 2000 beschrieben wurde.

## Ökologie
Botryobasidium musaisporum ist ein Saprobiont, der das Holz von Eichen (Quercus spp.) besiedelt. Die Art ist in Eichenmischwäldern in klimatisch gemäßigten Berglagen (~ 2200 m) gefunden worden.